# Gypsophila yusufeliensis
Gypsophila yusufeliensis ist eine Pflanzenart aus der Gattung der Gipskräuter (Gypsophila) in der Familie der Nelkengewächse (Caryophyllaceae).

## Beschreibung
Gypsophila yusufeliensis ist eine büschelig wachsende, ausdauernde Pflanze mit holzigem Rhizom. Sie ist vollständig unbehaart. Die Stängel sind zahlreich, dünn, aufrecht-aufsteigend, (15) 25 bis 40 (50) Zentimeter lang und haben am Grund einen Durchmesser von 0,5 bis 1 Millimeter. Die Laubblätter sind linealisch, (1,5) 3 bis 5 (6,5) × 0,6 bis 1 Millimeter groß, mehr oder weniger spitz und grün.
Der Blütenstand ist eine sehr lockere und vielblütige Schirmrispe. Die Tragblätter sind 1,5 bis 3, selten bis 6 Millimeter lang, lineal-lanzettlich und an den Rändern trockenhäutig. Der Kelch ist glockenförmig, 2,5 bis 3 Millimeter lang und auf einem Drittel bis der Hälfte der Länge geteilt. Die Kelchzähne sind dreieckig-lanzettlich, 1,2 bis 1,5 Millimeter lang, spitz bis zugespitzt und am Rand breit trockenhäutig. Die Kronblätter sind weißlich, mehr oder weniger geigenförmig, 3,5 bis 4 × 1,8 bis 2 Millimeter groß und mehr oder weniger stark ausgerandet. Die Kapseln sind beinahe kugelförmig bis eiförmig, 1,5 bis 2 × 1,8 bis 2 Millimeter groß und befinden sich innerhalb des Kelches. Sie enthalten je vier bis acht Samen. Die Samen sind schwarz-braun bis schwärzlich, 0,9 bis 1,2 × 0,8 bis 1 Millimeter groß, nierenförmig bis fast kugelförmig und besitzen Papillen.
Gypsophila yusufeliensis blüht im Juli und August und fruchtet im August.

## Vorkommen
Die Art ist bislang nur aus dem Kreis Yusufeli, Provinz Artvin, nordöstliches Anatolien, Türkei bekannt. Hier wächst sie in einem geschädigten Eichenwald an trockenen, steinigen Hängen in den Spalten von Silikatfelsen in Höhenlagen von 1250 bis 1260 Metern ü. NN.

## Systematik
Gypsophila yusufeliensis wurde 2012 von dem türkischen Botaniker Ümit Budak erstbeschrieben. Innerhalb der Gattung Gypsophila wird die Art in die Sektion Corymbosae gestellt. Sie ist eng mit Gypsophila patrinii verwandt.

## Belege
- Ümit Budak: Gypsophila yusufeliensis (Caryophyllaceae), a New Species from Turkey. In: Annales Botanici Fennici. Band 49, Nr. 5–6, 2012, S. 425–427, DOI:10.5735/085.049.0620, PDF-Datei.